# ティム・シュテューツレ
ティム・シュテューツレ（Tim Stützle、2002年1月15日 - ）は、、ドイツ連邦共和国ノルトライン＝ヴェストファーレン州フィーアゼン出身のプロアイスホッケー選手。ポジションはフォワード。NHLのオタワ・セネターズに所属している。 

## 経歴

### ドイツ時代
ジュニア時代は、ドイツ西部のクレーフェルト市のクラブ、クレーフェルダーEV1981でプレーし、2015–16シーズンのチーム得点王に輝いた。
2017–18シーズンには18ゴール29アシストを記録、アドラー・マンハイム傘下のユースチームに移籍することになった。
2019年のカナディアン・ホッケー・リーグ・インポートドラフトでWHLのシアトル・サンダーバーズに指名されたものの、ドイツ国内に残留することを選択。
2019年6月にマンハイムと3年契約を結んだ 。同年8月30日、欧州チャンピオンズ・ホッケー・リーグのシーズン初戦に出場して、17歳でプロデビューを飾った。 

### セネターズ時代
2020年のNHLドラフト1巡目(全体3位)でオタワ・セネターズから指名を受けた。ドイツ出身の選手としては、レオン・ドライザイトル（2014年ドラフト全体3位）と並び、史上最高位タイでの指名となった。 